# Erebochlora obfuscens
Erebochlora obfuscens là một loài bướm đêm trong họ Geometridae.